# Rainer Johannes Homburg
Rainer Johannes Homburg, född 16 januari 1966 i Gelsenkirchen, är en tysk körledare, dirigent och kompositör. Sedan 2010 chef för Stuttgarter Hymnus-Chorknaben. Kyrkomusikchef sedan 2002. Körledare i Lemgo 1992-2010.